# Asplundia gamotepala
Asplundia gamotepala är en enhjärtbladig växtart som beskrevs av Gunnar Wilhelm Harling. Asplundia gamotepala ingår i släktet Asplundia och familjen Cyclanthaceae. Inga underarter finns listade.